# جودی موریس
جودی موریس (به انگلیسی: Jody Morris) (زاده ۲۲ دسامبر ۱۹۷۸ - همرسمیت) بازیکن فوتبال اهل انگلیس است. وی سابقه عضویت در باشگاه‌های چلسی و لیدز یونایتد را دارد.